# Mariensee (Gemeinde Aspangberg-St. Peter)
Mariensee ist eine Ortschaft in der Gemeinde Aspangberg-St. Peter in Niederösterreich.
Das im Ortsteil Neuwald am Großen Pestingbach gelegene Dorf besteht aus mehreren landwirtschaftlichen Gehöften sowie Einfamilienhäusern.

## Geschichte
Laut Adressbuch von Österreich waren im Jahr 1938 in Mariensee zwei Gastwirte, ein Gemischtwarenhändler, ein Holzstoff- und Pappenfabrik, ein Sägewerk und ein Zivilgeometer ansässig.